# Pierre Stengel
Pierre Stengel (Estrasburgo, 30 de mayo de 1945 (79 años) es un ingeniero agrónomo, investigador del Instituto Nacional para la Investigación Agronómica (INRA) francés, y director desde 2002 del Proyecto "Ambiente, y ecosistemas cultivados y naturales". Luego será director científico del INRA.
Obtuvo el título de Ingeniería Agronómica en el "Instituto Nacional Agronómico de París-Grignon".

## Carrera
Entre 1998 a 2002 fue director científico adjunto del INRA. De 1991 a 1997 fue director del "Departamento de Ciencias del Suelo de INRA, y anteriormente de 1984 a 1991 director de la "Unidad de Ciencia del Suelo de Aviñón.
Entre 1968 a 1974 fue técnico del INTA (Instituto Nacional de Tecnología Agropecuaria, en su unidad de Pergamino (Buenos Aires), en un Proyecto de Suelos y Clima entre INRA e INTA.

## Algunas publicaciones
- joël Chadoeuf, pascal Monestiez, patrick Bertuzzi, pierre Stengel. Parameter estimation in a Boolean model of rough surface: application to soil surfaces

### Libros
- pierre Stengel, laurent Bruckler, jérôme Balesdent. 2009. Le sol. Quae éditions. 183 p. ISBN 2-7592-0301-8

- pierre Stengel, sandrine Gelin. 1998. Sol : interface fragile. Mieux comprendre. Ed. Quae. 222 p. ISBN 2-7380-0786-4 leer

## Títulos y distinciones
- Oficial al Mérito en Agricultura